# Busto di Faustina Maggiore
Il busto di Faustina Maggiore è una scultura marmorea del III secolo d.C. conservata presso il Palazzo Ducale di Mantova.
Il volto rappresenta Annia Galeria Faustina, nota come Faustina maggiore, appartenente alla dinastia degli Antonini, che fu moglie dell'imperatore Antonino Pio, madre di Faustina minore, e zia dell'imperatore Marco Aurelio.
L'opera appartenne al pittore Andrea Mantegna, che la vendette nel 1506 per 100 ducati alla marchesa di Mantova Isabella d'Este, moglie di Francesco II Gonzaga, ed entrò nella sua collezione privata.